# 渡部由美
渡部 由美（わたべ ゆみ）は日本の女性声優。主にアダルトゲームに出演する。

## 作品リスト

### アダルトゲーム
- アイドル雀士スーチーパイIV（サリエル）
- FORTUNE ARTERIAL（ツキ）
- あるすまぐな! -ARS:MAGNA-（円城寺・アレックス・雪尋）
- 永遠の終わりに（早瀬涼）
- あけぶれ（御神サキ）
- ボクの手の中の楽園（シュテラ・ベーエ）

### ドラマCD
- ちとせげっちゅ!!